# Piotr Wrangel
Piotr Nikolàievitx Vrànguel, rus: Пётр Николаевич Врангель alemany: Peter von Wrangel; Novo-Aleksandrovsk, 27 d'agost de 1878 - Brussel·les, 25 d'abril de 1928) fou un noble i militar rus, baró de Wrangel, comandant de l'Exèrcit del Caucas el 1919, cap del Moviment Blanc a Ucraïna durant el període final de la Guerra Civil Russa, com a Governador i Comandant en cap de les forces armades del sud de Rússia (11 d'abril de 1920) i Governador del Sud de Rússia i Comandant en cap de l'Exèrcit rus el 19 d'agost de 1920.
Fou un dels més importants líders de l'exili rus.

## Vida
Descendent de l'aristocràtica família bàlticoalemanya dels Wrangel, Pyotr Nicolaievich es graduà a l'Institut d'Enginyeria de Mines el 1901. Es presentà voluntari en l'arma de Cavalleria i fou nomenat oficial el 1902. Va prendre part en la Guerra Russo-japonesa de 1905 i es graduà a l'Acadèmia Imperial de l'Estat Major el 1910. Durant la Primera Guerra Mundial estigué al comandament d'una unitat de cavalleria.
S'oposà a la revolució i després de l'arrest de Kornílov pel seu intent de cop d'estat, renuncià al seu lloc i se n'anà a Crimea. En començar la Guerra Civil Russa s'uní a les forces antibolxevics del sud de Rússia. Primerament comandà una divisió de cavalleria, i després tot l'Exèrcit del Caucas. Durant l'estiu de 1919 l'exèrcit del sud realitzà una gran ofensiva, coordinada amb les de Koltxak a l'est, Iudénitx al Bàltic i Miller al nord. Wrangel obtingué importants victòries, la més important de les qualsfou la conquesta de Tsaritsyn (després Stalingrad) el 2 de juliol. Obtingué fama com a administrador just i competent i no va permetre les seves tropes saqueigs o tropel·lies sobre la població civil, al contrari que alguns dels seus col·leges.
A inicis del 1920 fou acusat de conspirar contra el general Denikin, essent obligat a dimitir per l'Estat Major Blanc. Uns mesos després, l'abril de 1920, fou requerit de nou per l'Estat Major Blanc per a encapçalar la nova ofensiva blanca a Ucraïna. El nou exèrcit de Wrangel es componia de 35.000 homes, el que significava que les forces eren equilibrades respecte a les que posseïa l'Exèrcit Negre en la zona, però no tenia el suport camperol del que gaudia aquest últim.
En el seu avanç fulminà inicialment l'Exèrcit Negre dels makhnovistes, que patia una epidèmia de tifus, i posà en fuga els bolxevics en conquerir la ciutat de Iekaterinoslav, però les seves tropes no foren capaces de vèncer la guerrilla makhnovista. És probable que, de no haver estat pel predicament de les teories anarcorevolucionàries entre la pagesia i el seu suport, el Moviment Negre s'hagués establert a Ucraïna, un país independent sota el control del Moviment Blanc, recolzat pels països occidentals. Wrangel instituí una sèrie de reformes que varen convertir Crimea en la zona més pròspera de Rússia durant la Guerra Civil, tractà de guanyar-se els cosacs del Don i va establir relacions amb les repúbliques antibolxevics del Caucas.
Lentament l'Exèrcit Negre de Nestor Makhno començà a recuperar territoris. La seva aliança amb l'Exèrcit Roig i l'armistici dels bolxevics amb Polònia significaren el fi de Wrangel. Enfrontat a forces molt superiors, va perdre gairebé la meitat del seu exèrcit i fou obligat a retirar-se a la península de Crimea. Des d'allà organitzà l'evacuació vers Constantinoble, entre el 8 i 16 de novembre de 1920, de 150.000 seguidors. De Turquia passaren a Tunísia, i d'allà a Sèrbia.
Wrangel fou líder del Moviment Blanc en l'exili i creà la Unió Panmilitar Russa (Русский общевоинский союз), una organització establerta per a preservar la unitat de totes les forces russes blanques en l'exili.
Va morir a Brussel·les el 1928 als 49 anys. Durant anys, la seva família mantingué que fou enverinat pel germà del seu majordom, presumpte activista soviètic. Les seves memòries foren publicades a la revista Causa Blanca (Белое дело) i a Berlín el mateix any. Fou enterrat a Belgrad.
Els seus seguidors erigiren un monument en el seu honor a la bella ciutat sèrbia de Sremski Karlovci, on tenia el seu quarter general i on era, en el moment de la seva mort, el Sant Sínode de l'Església Ortodoxa Russa en l'exili.